# ريكاردو كاسترو (ملحن)
ريكاردو كاسترو (بالإسبانية: Ricardo Castro Herrera)‏ هو ملحن وعازف بيانو مكسيكي، ولد في 7 فبراير 1864 في ولاية دورانغو في المكسيك، وتوفي في 28 نوفمبر 1907 في مدينة مكسيكو في المكسيك بسبب ذات الرئة.

## وصلات خارجية
- ريكاردو كاسترو على موقع ميوزك برينز (الإنجليزية)
- ريكاردو كاسترو على موقع ديسكوغز (الإنجليزية)